# Daniel Vettori
Daniel Luca Vettori ONZM (* 27. Januar 1979 in Auckland, Neuseeland) ist ein ehemaliger neuseeländischer Cricketspieler und Mannschaftskapitän der neuseeländischen Nationalmannschaft. Als All-rounder mit einem Fokus auf Left-arm orthodox spin war er der achte Spieler im Test-Cricket überhaupt der 300 Wickets und 3000 Runs erzielte und der jüngste Spieler der je für Neuseeland einen Test absolvierte. Nachdem er seine aktive Karriere nach dem Cricket World Cup 2015 beendet, betätigte er sich als Spin-Bowling-Coach.

## Kindheit und Ausbildung
Vettori wurde in Auckland als Sohn italienischer Einwanderer, Renzo und Robyn Vettori geboren. Er wuchs in Hamilton auf. Für seine Schule, dem St Paul's Collegiate absolvierte mit 14 Jahren seinen ersten Einsatz in der Schulmannschaft. Seine für ihn zum Markenzeichen gewordene Brille trägt er, seitdem er drei Jahre alt ist.

## Aktive Karriere

### Frühe Karriere
Nachdem er auf nationaler Ebene bei einem Unter-18-Turnier aufgefallen war, absolvierte er als 16-jähriger mit Neuseeland eine Unter-19-Tour nach England. Kurz danach wurde er für die Northern Districts ausgewählt. Sein erstes First-Class-Spiel für die Northern Districts absolvierte er mit 17 Jahren bei der Tour Englands in Neuseeland 1996/97 in einem Tour Match gegen England. Bei diesem erzielte er das Wicket von Nasser Hussain. Nur drei Wochen später absolvierte er mit 18 Jahren und 10 Tagen als jüngster Neuseeländer überhaupt seinen ersten Einsatz für die neuseeländische Test-Nationalmannschaft. Abermals gelang es ihm dabei das Wicket von Hussain zu erzielen. Auf Grund guter Leistungen konnte er sich schnell im Team etablieren. So absolvierte er bei der folgenden Tour gegen Sri Lanka neben den Tests auch sein erstes One-Day International. Auf dieser Tour gelang ihm im zweiten Test mit 9 Wickets für 130 Runs das Team zum ersten Test-Serien Sieg seit 1992 zu führen. Im Herbst des Jahres in Simbabwe gelangen ihm mit 90 Runs ein Achtungszeichen als Batsman zu setzen, als er das Team zusammen mit Chris Harris vor der möglichen Niederlage bewahrte.
Im Sommer 1999 war er zwar für den Kader Neuseelands beim Cricket World Cup 1999 nominiert, wurde jedoch nicht eingesetzt. Bei der nachfolgenden Tour in England gelang ihm beim zweiten Test in Lord's mit 54 Runs ein Fifty. Im vierten Test hatte er mit 51 Runs einen entscheidenden Anteil daran, dass dieser für Neuseeland gewonnen werden konnte und damit der 2–1 Seriengewinn erreicht wurde. Im folgenden Winter gelangen ihm bei der Tour gegen Australien im ersten Test in Auckland sein 100. Test-Wicket und er war zu diesem Zeitpunkt der Jüngste, dem dies gelang. In dem Spiel erzielte er mit 5/62 und 7/87 insgesamt 12 Wickets. Bei der Tour erlitt er eine Stressfraktur im Rücken und musste im September 2000 eine Tour in Simbabwe abbrechen. Als Folge der Überlastung und der damit eingetretenen Verletzung setzte er mehrere Monate aus.

### Aufstieg zum Kapitän
Bei der Tour in Australien 2001/02 gelangen ihm im ersten Innings des dritten Tests sechs Wickets (6/87), jedoch konnte dieser entscheidende Test der Serie trotz seiner Leistung nicht gewonnen werden. Das folgende Jahr verlief für Vettori nur mäßig. Er nahm am Cricket World Cup 2003 teil, konnte dort aber keinen bleibenden Eindruck hinterlassen, als Neuseeland in der Super 6 Runde ausschied. Abseits davon erzielte Runs und Wickets, jedoch konnte er keine Konstanz finden. Dies änderte sich erst wieder zur Saison 2003/04. In Indien gelangen ihm mit 60 Runs ein Fifty und ein 48 not out in den beiden Tests. Im folgenden Test gegen Pakistan gelang ihm mit 137 not out der erste Test-Century seiner Karriere. Diese Leistung sorgte für eine Wendung in seiner Karriere. Während er vor diesem Spiel einen Durchschnitt von 18,06 erzielte, waren es seit dem mehr als doppelt so viele. Auch bei der anschließenden Tour in Südafrika gelangen ihm beim ersten Test 53 Runs, bevor er über den Sommer in eine Formkrise stürzte. Die Befreiung erfolgte bei der im folgenden Herbst ausgetragenen Tour in Bangladesch, als ihm in zwei Tests insgesamt 20 Wickets gelangen. Beim State Shield 2004/05 spielte er für die Northern Districts in der heimischen Meisterschaft. Dort gelangen ihm zwei Centuries und das Team konnte den State Shield für sich entscheiden. Im Sommer gelangen ihm mit 127 Runs in Simbabwe ein weiterer Test-Century. Auch wurde er für die Weltauswahl nominiert die im Oktober 2005 gegen Australien spielte und bestritt dort alle Spiele. In der Saison 2006 sollte er für Warwickshire in der County Championship spielen, allerdings erlitt er nach einem Spiel abermals eine Stressfraktur im Rücken. So spielte er wieder bei der ICC Champions Trophy 2006 im Oktober des Jahres und eine Tour in Sri Lanka, bei der er zwei Test-Fifties erzielte.

### Der Kapitän
Beim Cricket World Cup 2007 konnte er mit dem neuseeländischen Team das Halbfinale erreichen, jedoch deutete sich an das der bisherige Kapitän der neuseeländischen Mannschaft, Stephen Fleming, seine Rolle abgeben würde. So übernahm Vettori im August zunächst die Limited-Overs-Kapitänswürde und führte das Nationalteam ins Halbfinale der erstmals ausgetragenen ICC World Twenty20 2007. Zur anschließenden Tour in Südafrika übernahm er auch die Rolle des Test-Kapitäns und verlor dort alle Serien. Bei der Tour gegen Bangladesch 2007/08 gelang ihm das einzige Mal 5 Wickets in einem ODI zu erzielen. Bei der folgenden Tour gegen England konnte er im ersten Test 88 Runs erzielen und diesen damit zu Gunsten Neuseelands gestalten. Die weiteren Tests gingen jedoch verloren. Zum Ende der Saison 2008/09 gelang ihm im ersten Test der Tour gegen Indien in Hamilton mit 118 Runs ein Century. Einen besonderen Test gelang ihm im August 2009. Nicht nur erzielte er im zweiten Test der Tour in Sri Lanka sein 300. Wicket und war damit als achter Spieler überhaupt der 300 Wickets und 3000 Runs erzielt hatte. Auch erzielte er im zweiten Innings mit 140 Runs das schnellste Innings das ein Neuseeländer je erzielt hatte. Auf der sich anschließenden Tour gegen Pakistan gelangen ihm im ersten Test 99 Runs und im dritten Test 134 Runs. Das Jahr 2010 war eher ein schwächeres was seine Leistungen betraf, und die Mannschaft konzentrierte sich mehr und mehr auf die kürzeren Formate des Spiels. Ein letztes Test-Century gelang ihm zu Beginn 2011, abermals gegen Pakistan. Während dieser Tour kündigte er an, dass er nach dem Cricket World Cup 2011 die Kapitänsrolle ablegen würde. Bei der Weltmeisterschaft verletzte er sein Knie im Vorrundenspiel gegen Pakistan und so musste er die letzten zwei Spiele der Vorrunde aussetzen. Nachdem dann das Viertelfinale gegen Südafrika gewonnen werden konnte, unterlag er mit dem Team im Halbfinale gegen Sri Lanka.

### Zum Ende der aktiven Karriere
Nachdem er seine Verpflichtungen in der Nationalmannschaft reduzierte konzentrierte er sich auf Twenty20-Ligen. So spielte er für die Royal Challengers Bangalore in der Indian Premier League und für die Brisbane Heat in der australischen Big Bash League. Für die Nationalmannschaft erklärte er im Juni 2011, dass er ausschließlich für Tests zur Verfügung stehen würde. Im November 2011 gelangen ihm bei der Tour gegen Australien noch einmal 96 Runs, jedoch konnte er in seinen Verbliebenen Test-Spielen nicht mehr an seine vorherigen Leistungen anknüpfen. Im darauffolgenden Sommer erklärte er seinen Rücktritt vom Rücktritt für die kürzeren Formate auf internationaler Ebene und seine Verfügbarkeit für den ICC World Twenty20 2012. Abseits dessen machte er vornehmlich durch absagen von Touren Schlagzeilen, da seine Verletzungen, vor allem an der Achillessehne es ihm nicht erlaubten diese anzutreten. Jedoch sollte er, nachdem er an der Achillessehne operiert wurde nur noch einen Test auf der Tour gegen Pakistan 2014/15 spielen, als Neuseeland einen dritten Spin-Nowler benötigte. Sein letzter großer Auftritt auf der Internationalen Bühne erfolgte beim Cricket World Cup 2015. Er konnte sich mit dem Team erstmals für das Finale qualifizieren, wo man gegen Australien unterlag. In der Folge erklärte er mit 36 Jahren als Neuseeländer mit den meisten Test- und ODI-Spielen seinen Rücktritt vom internationalen Cricket.

## Nach der aktiven Karriere
Vettori etablierte sich in der Folge als Coach. Zur Saison 2015/16 wurde er Coach der Brisbane Heat, was sein Engagement, dass er bei den Royal Challengers Bangalore seit 2014 hatte ergänzte. Zur Saison 2017 wurde er Twenty20-Coach von Middlesex. Ebenfalls wurde er ab 2018 Coach des bangladeschischen Franchises Rajshahi Kings. Im August 2018 trennte er sich zunächst von den Royal Challengers Bangalore und im Frühjahr 2019 von den Brisbane Heat. Seit Juli 2019 ist der Bowling-Coach der bangladeschischen Nationalmannschaft.

## Privatleben
Seit 2007 ist Vettori mit Mary O’Carroll verheiratet die gemeinsam drei Kinder haben und lebt in Auckland.